# Снегирев, Игорь Леонтьевич
И́горь Лео́нтьевич Снегирёв (1907, Париж, Третья Французская республика — 21 декабря 1946, Севвостлаг, СССР) — египтолог, историк Древнего Востока, африканист-лингвист.

## Биография
Родился в г. Париж в дворянской семье. Окончил факультет языкознания и материальной культуры ЛГУ в 1930 г. Ученик В.В. Струве и Н. Я. Марра. С 1929 г. научный сотрудник 2-го разряда Яфетического института; в 1931 г. возглавил в нём «бригаду по изучению языков колониальных и полуколониальных стран эпохи империализма». С 1931 г. научный сотрудник 1-го разряда Института языка и мышления АН СССР, где с 1934 г. входил в группу африканистов. С марта 1934 г. внештатный сотрудник ГАИМК. Доцент ИФ ЛГУ. В 1938 г. защитил кандидатскую диссертацию на тему «Иностранные слова в современном языке зулу».
В июле 1941 г. ушел на фронт: старший инструктор политотдела 191-й стрелковой дивизии; в июле 1942 г. на Волховском фронте попал в плен. 29 мая 1945 г. был арестован отделом контрразведки Смерш 4-й гвардейской армии. 3 окт. 1946 г. военным трибуналом центральной группы войск приговорен к 10 годам ИТЛ. Срок отбывал в Севвостлаге, где умер 21 дек. 1946 г.

## Научная работа
Как египтолог исследовал проблему культа богини-матери в Египте эпохи архаики. Изучал языки банту и социально-экономические проблемы стран Африки. При его участии издан первый сборник «Africana», опубликована первая в СССР библиография африканских языков.

## Труды

#### Монографии
- Сказки Зулу. Izinganekwane / Вступительная статья, перевод и примечания И. Л. Снегирева; иллюстрации Н. А. Ушина — М.; Л.: Изд-во Акад. наук СССР, 1937 — 248 с.
- Древний Восток: Атлас по древней истории Египта, Передней Азии, Индии и Китая / Составил И. Л. Снегирев, под ред. Акад. В. В. Струве — Л.: Соцэкгиз, 1937.

#### Статьи
- Снегирев И. Л. К проблеме культа Матери-Земли в архаич. Египте // Сборник Египтологического Кружка при ЛГУ — Л.: Издание Египтологического Кружка,1929 — Вып. 2 — С. 6—14.
- Снегирев И. Л. Магический жест ʽка’ 𓂓 и название ʽдуша’ и ʽбык’ в древнеегипетском // Доклады академии наук СССР, 1930 —  С. 45—50.
- I. SNEGIRĬOV (I. Sneguireff). Notes on Egyptian Semantics. I. The Animistic Complex 𓅜 ءq̇ (connection between linguistics and the history of religion) [Снегирев И. Л. Заметки по египетской семантике. I. Анимистический комплекс 𓅜 ءq̇ (связь между лингвистикой и историей религии)] // Доклады академии наук СССР, 1931. —  С. 8—14.
- Снегирев И. Л. Заметки по египетской семантике. II. К семантике ʽруки’ kء ( ←*kr) //Доклады академии наук СССР, 1931 — серия B, № 5 —  С. 74—80.
- Снегирев И. Л. Материалы к историческому определению древнеегипетского языка // Язык и мышление Т. I. — Л.: Изд-во Акад. наук СССР, 1933 — С. 15—28.
- Снегирев И. Л. Число классовых показателей в зулу // Язык и мышление Т. I. — Л.: Изд-во Акад. наук СССР, 1933 — С. 29—36.
- Снегирев И. Л. Иероглифическое письмо и палеонтология семантики // Известия Академии Наук СССР, VII серия, отделение общественных наук — Л.,1933 — №4 — С. 333—336.
- Снегирев И. Л. Об одном выражении «женского рода» в языках зулу и коса // Язык и мышление Т. III-IV. — М.; Л.: Изд-во Акад. наук СССР, 1935 — С. 281—284.
- Снегирев И. Л. Числительные в языке Зулу // XLV академику Н. Я. Марру — М.; Л.: Изд-во Акад. наук СССР, 1935 — С. 337— 343.
- Снегирев И. Л. Н. Я. Марр и африканские языки // Africana. Труды группы африканских языков I. — М.; Л.: Изд-во Акад. наук СССР, 1937 — С. 9—18.
- Снегирев И. Л. Материалы по современной социально-экономической терминологии в языках зулу, коса и суто // Africana. Труды группы африканских языков I. — М.; Л.: Изд-во Акад. наук СССР, 1937 — С. 45—76.
- Снегирев И. Л. Революционные песни южноафриканского пролетариата // Africana. Труды группы африканских языков I. — М.; Л.: Изд-во Акад. наук СССР, 1937 — С. 89—96.
- Снегирев И. Л. Древнейшая Индия в свете последних археологических раскопок // ВДИ. — 1940 — №2 — С. 155—168.

#### Разделы в совместных работах и учебниках
- История древнего мира. Т. Первый. Древний Восток — М.: Соцэкгиз — 1936 — 444 с. (глава III написана И. Л. Снегиревым).
- Снегирев И. Л. и Францов Ю. П. Древний Египет: исторический очерк — Л.: ОГИЗ — 1938 (главы I, II, III, IV, а так-же разделы XIX и XX династий, и искусства в главах V и VI написаны И. Л. Снегиревым; главы V и VI написаны Ю. П. Францовым).
- Струве В. В. История древнего Востока — Л.: ОГИЗ; Госполитиздат, 1941 (глава V — «Первобытно-общинный строй» написана И. Л. Снегиревым).